# 인터뷰 (잡지)

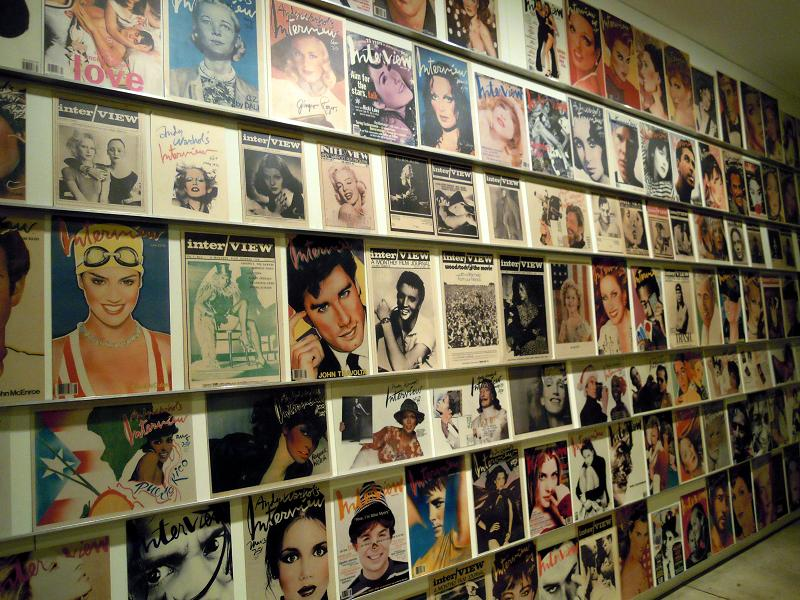

《인터뷰》(영어: Interview)는 예술가 앤디 워홀과 존 윌콕이 1969년에 창간한 잡지이다. 유명인과 스타의 패션과 스타일에 치중하면서 그들에 관련한 인터뷰와 사진을 싣는 것으로 유명하다. 워홀이 창간했을 당시 패션 잡지로서 인터뷰를 편집하거나 편집하지 않거나 처음부터 끝까지 인물에 대해 정리하라는 것이었다. 광고부 담당관은 수잔 블론드였다.
《인터뷰》지의 무료 부수는 소위 "유행에 민감한 사람들"(Fashion People)의 이목을 끌었으며 관련 업계의 광고가 더욱 높아지게 되는 계기를 제공하게 된다.
앤디 워홀은 말년에 가면서 모든 잡지 관련 일에서 물러났고 패션 디자이너의 귀재로 불렸던 밥 콜라첼로(Colacello)의 관점에 따라 편집된다. 그러나 워홀은 계속해서 잡지사의 대표로서 역할했으며 맨해튼 가에서 즉각적으로 잡지 사인회를 펼치면서 잡지 판매 부수를 늘리기도 했다.